# Pope John Paul II (película)
Pope John Paul II es una película para televisión biográfica estadounidense de 1984 basada en la vida de Karol Wojtyła, desde sus primeros días como activista en Polonia hasta su instalación como el papa Juan Pablo II. Escrita por Christopher Knopf y dirigida por Herbert Wise, la película está protagonizada por Albert Finney, Caroline Bliss, Brian Cox y John Forgeham. La película marca tanto el debut televisivo estadounidense de Albert Finney y el primer guion que Finney rechazó en la lectura inicial.

## Sinopsis
La línea de tiempo de esta película comienza con la muerte del Papa Juan Pablo I el 28 de septiembre de 1978, y luego regresa a Karol Wojtyła cuando era un joven que creció décadas antes en Wadowice, Polonia. Luego, la trama regresa a fechas anteriores al 16 de octubre de 1978 y retrocede a los primeros años de vida de Wojtyła, sus relaciones familiares, su participación política en la lucha contra el nazismo durante la Segunda Guerra Mundial y contra el comunismo después en la Guerra Fría, y su relación y participación en la Iglesia Católica cuando se convierte en sacerdote, obispo, cardenal y, finalmente, es instalado como el nuevo Papa titular.

## Reparto
- Albert Finney como Karol Wojtyła / Juan Pablo II
- Caroline Bliss como Rosa Kossack
- Brian Cox como Padre Góra
- John Forgeham como Oficial Moljek
- Derek Francis como Obispo Lec
- Nigel Hawthorne como Cardenal Stefan Wyszyński
- Marne Maitland como Mountain Sacristan
- John McEnery como Mikołaj Kuczkowski
- Lee Montague como Ivan Konev
- Michael Müller como Pawel
- Jonathan Newth como Arzobispo Adam Stefan Sapieha
- Derrick O'Connor como Swiacki
- Valentine Pelka como Boguslaw Banas
- Ronald Pickup como Jan Tyranowski
- Bruce Purchase como Jerzy Loparicz
- Andrew Ray como Stanisław Pigoń
- Vincent Riotta como Teodor Krawick
- William Simons como Foreman Krauze
- Patrick Stewart como Party Secretary Wladyslaw Gomulka
- Philip Stone como Arzobispo Eugeniusz Baziak
- Kevin Stoney como Obispo Dygat
- Malcolm Tierney como  Church Affairs Minister Skarzynski
- Fiona Walker como Anna Loparicz
- Tim Woodward como Juliusz Kydrynski
- Sam Dastor como Józef Teitelbaum
- Robert Austin como Hans Frank
- Michael Crompton como Joven Karol Wojtyła
- Antony Brown como Padre Zary
- Alfred Burke como Karol Wojtyła Sr.
- Victoria Fairbrother como Ruth Teitelbaum
- Kilian McKenna como Stefan Putrya
- Patrick Marley como Raczynski
- Neil Nisbet como Wiktor
- Natalie Slater como Hanna Jastrun
- Eve Slatner como Sister Jadwiga
- John Stacy como Grabowski
- Mario Viggiano como Franciszek
- Edwin Alexander Francis como Forest Guard

## Producción
Una vez que Karol Wojtyła fue instalado como Papa, el productor ejecutivo Alvin Cooperman tomó la decisión de crear el proyecto cinematográfico, y con la ayuda de la Arquidiócesis de Nueva York, buscó la aprobación y cooperación del Vaticano. Tras revisar el guion, el Vaticano dio la bienvenida al proyecto.
El actor británico Michael Compton interpretó a Karol Wojtyła desde los 18 hasta los 26 años, y Albert Finney interpretó a Wojtyła desde los 27 años, hasta el momento en que el ex obispo asumió el cargo de Papa Juan Pablo II. Inicialmente, Finney había rechazado el papel al leer el guion por primera vez, porque sentía que interpretar el papel de alguien de tan alto perfil sería desconcertante, pero después de volver a leer el guion, aceptó. Al decidir que los problemas políticos de entonces en Polonia harían problemático rodar allí, el productor Alvin Cooperman recibió permiso para rodar en Yugoslavia, utilizando Zagreb para representar a Cracovia. Tres días antes de que comenzara el rodaje principal, el gobierno yugoslavo rescindió el permiso y confiscó imágenes del lugar que ya habían sido filmadas. A la productora se le dijo que no eran bienvenidos debido a los matices anticomunistas del guion establecidos por los desacuerdos de Wojtyła con el régimen comunista mientras era sacerdote, cardenal y obispo. Posteriormente, el proyecto se rodó en localizaciones de Austria, así como en Italia, en Caprarola y Roma.
La película debutó en CBS Television el domingo de Pascua, 22 de abril de 1984.